# 월아산로
월아산로(Worasan-ro)는 경상남도 진주시 금곡면에서 진주시 초장동 농업기술원사거리 를잇는 경상남도의 도로이다. 

## 주요 경유지
경상남도
- 진주시 (금곡면 - 문산읍 - 금산면 - 초장동)

## 노선
| 이름             | 접속 노선                            | 소재지 | 소재지 | 비고 |
| ---------------- | ------------------------------------ | ------ | ------ | ---- |
| (이름없음)       | 죽곡길 성산길                        | 진주시 | 금곡면 |      |
| (이름없음)       | 국가지원지방도 제30호선 (구암두문로) | 진주시 | 금곡면 |      |
| 홍정교           |                                      | 진주시 | 금곡면 |      |
| 정자교           |                                      | 진주시 | 금곡면 |      |
| 문산 교차로      | 국도 제2호선 (진마대로)              | 진주시 | 문산읍 |      |
| 문산사거리       | 동부로                               | 진주시 | 문산읍 |      |
| 문산교           |                                      | 진주시 | 문산읍 |      |
| (이름없음)       | 동진로                               | 진주시 | 문산읍 |      |
| (이름없음)       | 송백로                               | 진주시 | 금산면 |      |
| 그무재고개       |                                      | 진주시 | 금산면 |      |
| 월아삼거리       | 달음산로                             | 진주시 | 금산면 |      |
| 금산교           |                                      | 진주시 | 초장동 |      |
| 금산교사거리     | 남강로                               | 진주시 | 초장동 |      |
| 농업기술원삼거리 | 초북로                               | 진주시 | 초장동 |      |

## 주요 건물 및 시설
- 농협 금곡농협주유소 (월아산로 113/두문리 609-2)
- 금곡정류소 (월아산로 114/두문리 610-5)
- 농협 금곡농협하나로마트 본점 (월아산로 116/두문리 611-3)
- 농협 진주금곡농협 (월아산로 116/두문리 611-3)
- 금곡치안센터 (월아산로 116/두문리 614-2)
- CU 진주금곡점 (월아산로 127/두문리 599-9)
- 금곡면 행정복지센터 (월아산로 140/두문리 588-3)
- 금곡보건지소 (월아산로 140/두문리 588-3)
- 금곡중학교 (월아산로 255/동례리 400)
- 동례마을회관 (월아산로 280/동례리 1174)
- 지수면행정복지센터 (월아산로 483/승산리 412-5)
- SK에너지 홍정왕주유소 (월아산로 620/정자리 1061)
- HD현대오일뱅크 정자주유소 (월아산로 697/정자리 1146-1)
- 농협 진주원예농협 유톧사업소 (월아산로 920/아곡리 1215)
- 진주스포츠파트 (월아산로 973/삼곡리 1033-1)
- 문산19안전센터 (월아산로 979/삼곡리 1033-2)
- 한국타이어 TBX문산대리점 (월아산로 1025/삼곡리 1182-210)
- 경전고속 차고지 (월아산로 1026/삼곡리 1162)
- 농협 진주문산농협 로컬푸드하나로마트 (월아산로 1034/삼곡리 1175)
- CU 뉴진주문산점 (월아산로 1038/삼곡리 1214-1)
- SK텔레콤 진주대리점 문산점 (월아산로 1073/삼곡리 1199-6)
- 새마을금고 동진주새마을금고 문산지점 (월아산로 1090/소문리 2370-111)
- HD현대오일뱅크 진산주유소 (월아산로 1162/소문리 516-1)
- HD현대오일뱅크 대륙가스충전소 (월아산로 1183/소문리 422-3)
- S-OIL 나늘목주유소 (월아산로 1195/소문리 419)
- 경상남도청 서부청사 (월아산로 2026/초전동 348-2)
- 진주시보건소 (월아산로 2026/초전동 348-2)
- GS칼텍스 금성주유소 (월아산로 2049/초전동 347-28)
- 초장동CNG충전소 (월아산로 2063/초전동 323-4)
- S-OIL 초장주유소 (월아산로 2076/초전동 317)